# Plagiochilion combinatum
Plagiochilion combinatum là một loài rêu tản trong họ Plagiochilaceae. Loài này được (Mitt.) Inoue miêu tả khoa học lần đầu tiên năm 1964.